# Xenocompsa
Xenocompsa é um gênero de cerambicídeo da tribo Achrysonini; compreende duas espécies, com distribuição na Argentina e Chile.

## Espécies
- Xenocompsa flavonitida (Fairmaire & Germain, 1859)
- Xenocompsa martinsi Cerda, 1980
- Xenocompsa semipolita (Fairmaire & Germain, 1859)